# 1263

## Догађаји
- Битка код Сетепоција: Византијско-ђеновска флота (око 50 галија) је разбијена од стране Млечанаца код Спецеса у Арголском заливу, који су заробили четири брода и нанели знатне жртве. Касније, Ђеновљани који су преживели битку успели су да заузму Ханију на Криту. Добијају наређења да избегавају директне сукобе са млетачком флотом, али уместо тога су ангажовани у нападима на млетачке трговачке конвоје у Еуриповом мореузу.
- Лето – Цар Михаило VIII Палеолог шаље византијске експедиционе снаге (око 3.500 људи) предвођене његовим полубратом, Константином Палеологом, на Пелопонез у јужној Грчкој. Војска је пребачена у Монемвасију ђеновским бродовима, док је мала византијска флота послата да нападне латинске острвске поседе на Еубеји и Кикладима. Након доласка у Монемвасију, Константин опседа Спарту, док византијска флота заузима јужну обалу Лаконије.
- Битка код Принице: Константин Палеолог води византијску војску уз реке Еврота и Алфеј према ахејској престоници, Андравиди. На уском пролазу код Принице (близу античке Олимпије) у Елиди, Византинце нападају ахејске снаге (око 300 коњаника) под командом Јована Катавског, које им наносе тежак пораз; многи византијски војници су убијени. Сам Константин једва спасава живот и бежи са остатком своје војске у безбедност Мистре.
- Јул – Шкотско-норвешки рат: Краљ Хокон IV од Норвешке  окупља флоту (око 120 ратних бродова) и испловљава да брани Хебриде, у покушају да поново успостави норвешки суверенитет над Западним острвима Шкотске. Хокон се зауставља на острву Аран, где у августу почињу преговори са 21-годишњим краљем Александром III од Шкотске. Шкоти продужавају разговоре док не почну јесење олује.
- 12. септембар – Миндаугас (или Мендог), једини хришћански краљ Литваније, убијен је од стране свог рођака Трениоте. Земља се враћа паганизму и губи статус краљевства. Трениота узурпира престо (до 1264).
- 2. октобар – Битка код Ларгса: Шкотске снаге под командом Александра Стјуарта разбијају викиншке снаге које је предводио Хокон IV код Ларгса у Северном Ерширу. Битка је нерешена. Ујутро 3. октобра, Норвежани се враћају да покупе своје мртве и спале своје насукане бродове. До краја октобра, викиншка флота стиже до Оркнијских острва, где се Хокон разбољева и умире у Бискупској палати, 16. децембра.
- Децембар – Магнус VI Законодавац  наслеђује свог оца Хокона IV као краља Норвешке. Поглавице источног дела Исланда постају последњи који се заклињу на верност Магнусу, доносећи потпунији крај Исландском комонвелту и добу Штурлунга.
- Зима – Реконкиста: Краљ Алфонсо X од Кастиље  осваја Нијеблу од Мавара, окончавајући свако муслиманско присуство у западном региону Шпаније.
- Краљ Ђауме I од Арагона  осваја Кревилент од Мавара и он постаје део Краљевине Валенсије.
- Април – Симон де Монфорт, 6. гроф од Лестера, тек враћен из егзила, преузима контролу над јужном Енглеском. Почетком маја сазива састанак побуњеничких барона у Оксфорду. 16. јула Побуњеници окупирају Лондон.
- Баронске снаге предвођене Робертом де Ферером и Хенријем де Монфором опседају Вустер. Нападачи коначно улазе у град и дозвољено им је да га опљачкају. Убијају већину јеврејске заједнице као део напада на Јевреје током сукоба са баронима од стране савезника де Монфора.
- 2. октобар – Краљ Хенри III од Енглеске путује у Булоњ како би покушао да посредује у миру са својим баронима преко француског краља Луја IX.
- 4. април – Египатске снаге предвођене султаном Бајбарсом нападају Акру; ван зидина се воде жестоке борбе, у којима је сенешал, Џефри од Сержина, тешко рањен. Бајбарс још није спреман да опседа град и почиње велику кампању за елиминацију крсташког краљевства Јерусалима, округа Триполи и кнежевине Антиохије.

## Смрти
- 14. новембар — Александар Невски, руски велики кнез
- Агнеза од Мераније

- Вилијам I од Вероне

- Гај I де ла Рош

- Манојло I Велики Комнин
- Миндовг